# 小坂雄樹
小坂 雄樹（こさか ゆうき、1977年8月6日 - ）は、福島県出身のサッカー指導者。

## 来歴
東洋大学、筑波大学大学院などを経て、2004年に横浜F・マリノスのアシスタントコーチに就任。2006年からは横浜FMが提携する日本工学院F・マリノスの監督を務めた。2008年に復帰し、再びトップチームのアシスタントコーチ就任、2010年からはトップチームコーチとして指導。2018年、浦和レッドダイヤモンズ トップチームコーチに就任。
2019年、モンテディオ山形 トップチームコーチに就任。
2020年、木山隆之監督と共に山形から移籍し、ベガルタ仙台トップチームコーチに就任。
2022年、ファジアーノ岡山トップチームコーチに就任。

## 所属クラブ・学歴
- 福島県立福島東高等学校
- 東洋大学
- 筑波大学大学院

## 指導歴
- 2001年 - 2002年 筑波大学蹴球部 コーチ
- 2003年 ユニバーシアード日本女子代表 テクニカルスタッフ
- 2003年 常総学院高等学校サッカー部 コーチ
- 2004年 - 2017年 横浜F・マリノス
  - 2004年 - 2005年 トップチーム アシスタントコーチ
  - 2006年 - 2007年 日本工学院F・マリノス 監督
  - 2008年 - 2009年 トップチーム アシスタントコーチ
  - 2010年 - 2017年 トップチーム コーチ
- 2018年 浦和レッドダイヤモンズ トップチーム コーチ
- 2019年 モンテディオ山形  トップチーム コーチ
- 2020年 ベガルタ仙台 トップチーム コーチ
- 2022年 -  ファジアーノ岡山FC
  - 2022年 トップチーム コーチ
  - 2023年 トップチーム ヘッドコーチ
  - 2024年 - トップチーム コーチ